# Ilıcabaşı, Çifteler
Ilıcabaşı là một xã thuộc huyện Çifteler, tỉnh Eskişehir, Thổ Nhĩ Kỳ. Dân số thời điểm năm 2011 là 118 người.